# Пан'європеїзм
Пан'європеї́зм — політико-правова доктрина інтеграції європейських країн на федеративних засадах, термін, що означає підтримку ідеї об'єднання Європи (в основному в рамках Європейського Союзу) і подальшого поглиблення європейської інтеграції, зокрема в контексті політичної суперечки про поточний та майбутній статус ЄС та його політики. Як ідея виникла після Першої світової війни 1914–1918 рр. Її сформулював граф Р. Куденхове-Калерґі (Австрія) у своїй книзі «Пан-Європа» (1923), розвинувши в наступному в книгах «Боротьба за Пан-Європу» та «Європа прокидається». У 1925 році тодішній прем'єр-міністр Франції Е. Ерріо обґрунтував думку про утворення Сполучених Штатів Європи.
Це протилежність євроскептицизму, який стосується політичних установок, скептичних до європейської інтеграції чи протиставлених їй, не плутати з терміном «антиєвропеїзм».

## Культурно-суверенна політика
Проєвропейство та єврофілія — це також політичні терміни, що використовуються в різних контекстах, що передбачає настрої чи політику схвалення конфедеративного Європейського Союзу. Як зазначено в Амстердамському та Лісабонському договорах, Європейська Комісія висловила позитивні настрої щодо посилення федералізації.
У контексті культурної політики це може стосуватися культури або народів Європи. У скороченій фразі "Європа" (що означає Європейський Союз або європейську інтеграцію), це може стосуватися європейського федералізму, обговорюваного інституційного процесу Європейської Комісії щодо формування неформальної конфедерації. У контексті бокової культурної політики це може стосуватися примусової асиміляції Європейською комісією в державах-членах.
Ці терміни можуть також використовуватися по-різному в контексті критики різної поведінки, як правило, історичної, розглядається як імперіалістична або геноцидна, як стереотип і упередження, пов'язані з Європою, як викорінення місцевих культур, як відмова від національного суверенітету і як моральне твердження протидіяти сприйнятому негативному негативу, який поєднується з Європою.

## Проєвропеїзм в Україні
Якби проходив референдум щодо приєднання України до Європейського Союзу, позитивно проголосували б 59% тих, хто прийшов на дільниці (дані соціологічного опитування за березень 2013).

## Партії і організації (в абетковому порядку відповідно до країни та назви партії)
- Європейська народна партія (фракція Європарламенту).
- Прогресивний альянс соціалістів і демократів (фракція Європарламенту).
- DiEM25 — рух

### В ЄС
- Австрія:
- Австрійська народна партія
- Соціал-демократична партія Австрії
- NEOS — Нова Австрія і Ліберальний форум
- Австрійська партія зелених
- Бельгія
- Реформаторський рух
- Відкриті фламандські ліберали і демократи
- Еколо
- Зелені!
- Соціалістична партія (Валлонія)
- Гуманістичний демократичний центр
- Соціалістична партія — інші
- Християнські демократи і фламандці
- Болгарія
- Союз демократичних сил